# Hathenow
Hathenow ist seit dem 31. Dezember 2001 ein Ortsteil der Gemeinde Alt Tucheband im Landkreis Märkisch-Oderland in Brandenburg. Das ehemals zum Bistum Lebus gehörende Straßenangerdorf liegt an der Bundesstraße 112 zwischen dem Reitweiner Sporn und den Mallnower Bergen.

## Geschichte
Das Straßenangerdorf Hathenow wurde 1405 erstmals urkundlich als Hattenow erwähnt.
1956 wurde die Landwirtschaftliche Produktionsgenossenschaft (LPG) „Otto Nuschke“ Hathenow gegründet. Diese ging in die LPG Einigkeit und Frieden Rathstock und später in die LPG Edwin Hernle Sachsendorf auf. Heute bewirtschaftet die Landwirtschaft Golzow Betriebs-GmbH die landwirtschaftlichen Nutzflächen von Hathenow. Bereits in den letzten Jahrzehnten der DDR war die LPG Golzow alleiniger Agrarproduzent in Hathenow und den umliegenden Gemeinden.
Bis zum freiwilligen Zusammenschluss der Gemeinden Hathenow, Rathstock und Alt Tucheband zur Gemeinde Alt Tucheband am 31. Dezember 2001 war Hathenow eine selbständige Gemeinde im Amt Golzow.

### Einwohnerentwicklung
| Jahr          | 1875 | 1890 | 1910 | 1925 | 1933 | 1946 | 1993 | 2000 | 2006 | 2013 | 2020 |
| Einwohnerzahl | 568  | 402  | 362  | 438  | 376  | 274  | 103  | 131  | 123  | 98   | 117  |

## Politik

### Wappen
| Wappen von Hathenow | Blasonierung: „Drei goldene Ähren in Rot und ein goldener Stern in Blau geteilt durch zwei silberne Wellenlinien.“ |
| Wappen von Hathenow | |

### Flagge
„Die Flagge ist Rot - Weiß - Blau (1:2:1) gestreift und mittig mit dem Ortswappen belegt.“

## Kultur und Sehenswürdigkeiten

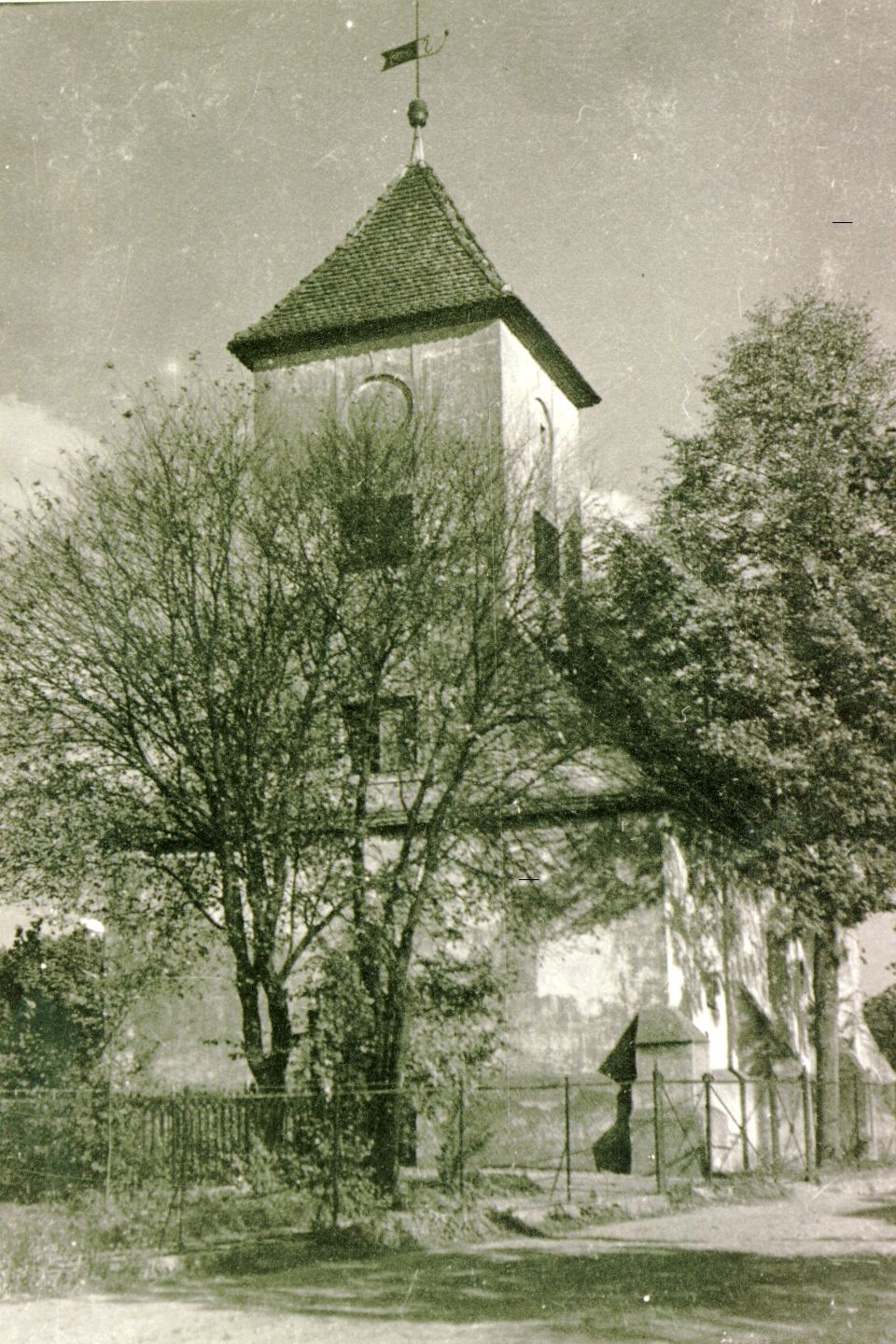
Die alte Hathenower Kirche vor 1945

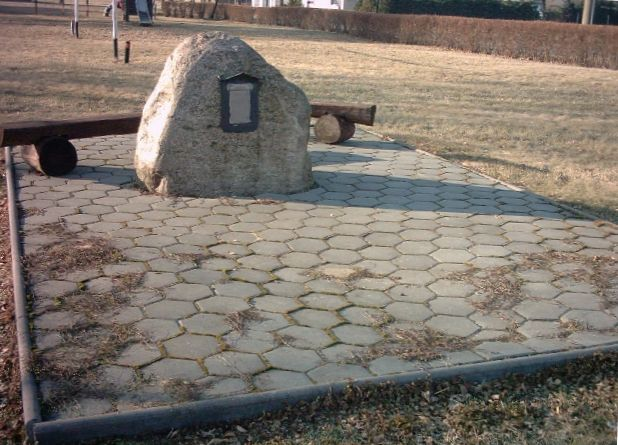
Gedenkstein zur Erinnerung an die alte Kirche, 1997 errichtet

Die kleine spätmittelalterliche Kirche, ein verputzter Backsteinbau mit Granitfindlingen, bestand aus einem rechteckigen Langhaus und einer an der Ostseite im 19. Jahrhundert errichteten Sakristei. Besonders bemerkenswert war das weithin sichtbare geschwungene Maßwerkmuster am Ostgiebel der Kirche. Der später aufgesetzte quadratische verputzte Fachwerkturm mit Pyramidendach zeigte in der Wetterfahne die Jahreszahl 1794. Die Ausstattung war einfach. Reste spätgotischer Glasfenster aus dem 15./16. Jahrhundert mit dem Wappen der Familie von Beerfelde befanden sich auf dem Kirchenboden. Im Turm hingen zwei Glocken, davon eine mit spätgotischen Minuskeln. Zwei barocke, messingversilberte Leuchten mit der Inschrift HATHNO 1720 zierten den Altar. 1848 erhielt die Kirche eine neue Orgel und andere Ausstattungsgegenstände. Die Kirche wurde 1945 schwer beschädigt, die Ruine 1957/58 beseitigt.

## Wirtschaft und Infrastruktur

### Verkehr
Hathenow wird durch die Bundesstraße 112 mit Küstrin und Frankfurt (Oder) verbunden.